# Brechenberg
Der Brechenberg ist ein Berg im Pfälzerwald.

## Geographie

### Lage
Der Berg liegt im Südwesten der Gemarkung der Ortsgemeinde Eppenbrunn; unmittelbar südlich von ihm verläuft die deutsch-französische Grenze.

### Naturräumliche Zuordnung
Zusammenfassend folgt die naturräumliche Zuordnung des Brechenbergs folgender Systematik:
- Großregion 1. Ordnung: Schichtstufenland beiderseits des Oberrheingrabens
- Großregion 2. Ordnung: Pfälzisch-Saarländisches Schichtstufenland
- Großregion 3. Ordnung: Pfälzerwald
- Region 4. Ordnung (Haupteinheit): Wasgau
- Region 5. Ordnung: Südwestlicher Pfälzerwald

## Charakteristika
Beim Brechenberg handelt es sich um einen schmalen Rückenberg, der vollständig bewaldet ist, wobei Rotbuchenwald dominiert.

## Natur und Geschichte
Auf seinem Rücken befindet sich mit den Altschlossfelsen ein Felsenriff aus Mittlerem Buntsandstein von fast zwei Kilometern Länge, das als sowohl als Kultur- als auch als Naturdenkmal eingestuft ist und das größte Felsrnriff des Pfälzerwaldes darstellt. Es enthält vielfältige Verwitterungserscheinungen wie beispielsweise Wabenverwitterung. Darüber hinaus existierten Funde aus der Hallstatt- und der Römerzeit; zudem zeigen die Felsen Anzeichen einer mittelalterlichen Burg. An der Nordostflanke erstreckt sich außerdem das Naturschutzgebiet Quellbäche des Eppenbrunner Baches.

## Tourismus
Entlang seiner West-. Süd- und Ostflanke verläuft der Fernwanderweg Nahegau-Wasgau-Vogesen. Zudem ist der Berg Station des Helmut-Kohl-Wanderweg, den der ehemalige Bundeskanzler oft privat frequentierte.